# Masterblaster
Masterblaster és una sèrie de videojocs d'acció multijugador freeware basada en l'original Dynablaster i Bomberman. Fou iniciada per Alexander Ivanof el 1994 i encara està en desenvolupament.

## Estratègia
L'objectiu principal del joc és el de ser l'últim supervivent del mateix equip en un laberint.
Per desempallegar-se dels enemics es poden col·locar bombes o esclafar l'enemic empenyent parets que, a vegades en ser destruïdes ofereixen poders extres o monedes per tal d'equipar-se a la botiga.